# Ėduard Džabeevič Kokojty
Ėduard Džabeevič Kokojty (in osseto: Кокойты Джабейы фырт Эдуард, in russo: Эдуа́рд Джабе́евич Коко́йты; il cognome è anche trascritto come Kokoyty o Kokoiti oppure, con una versione russificata, Kokoev) (Tskhinvali, 31 ottobre 1964) è un politico georgiano, dal 2001 al 2011 Presidente dell'Ossezia del Sud.
Nato nel 1964, Kokojty è un ex membro e campione dell'ex nazionale di lotta libera dell'Unione Sovietica. Prima del 1989, fu Primo Segretario del ramo di Tskhinvali del Komsomol, la Lega dei Giovani Comunisti. Si spostò a Mosca nel 1992, dove divenne uomo d'affari. Nel 2001 si sposò in Ossezia del Sud, all'età di 38 anni. Lo stesso anno fu eletto con una larga maggioranza alle elezioni presidenziali di novembre-dicembre.
Al primo turno delle elezioni, il 18 novembre, raccolse il 45% dei voti, mentre Stanislav Kochiev il 24%, e l'allora Presidente Ljudvig Čibirov il 21%. Al secondo turno, tenutosi il 6 dicembre, ottenne il 53% dei voti contro il 40% di Stanislav Kochiev, ed entrò pertanto in carica il 18 dicembre 2001.